# Halsbandslärka
Halsbandslärka (Amirafra collaris) är en fågel i familjen lärkor inom ordningen tättingar. Den förekommer i torr savann i östra Afrika. Beståndet anses vara livskraftigt.

## Utseende och läte
Halsbandslärkan är en elegant lärka med roströd ovansida och vita fjäderspetsar som skapar ett fjälligt utseede. Det mörka bandet tvärs över bröstet och den mörka streckningen på nacken är unik. Vit strupe och vitt ögonbrynsstreck skapar ett tydligt tecknat ansikte. Undersidan är ostreckad. Sången består av en lång och utdragen vissling, ibland utförd i spelflykt då den klappar med vingarna och stiger tio till 15 meter innan den faller ner mot marken.

## Utbredning och systematik
Fågeln förekommer på torr akaciasavann på rödfärgad jord i sydöstra Etiopien, Somalia och nordöstra Kenya. Den behandlas som monotypisk, det vill säga att den inte delas in i några underarter.

### Släktskap och släktestillhörighet
Halsbandslärkan har föreslagits stå nära klapplärka och kastanjettlärka på grund av liknande vingklappande beteende under spelflykt. Vingklapp har dock också noterats hos obesläktade skymningslärkan. Preliminära genetiska data tydde på släktskap med Calendulauda. Genetiska studier från 2023 visade dock att den istället utgjorde en klad tillsammans med kanellärkan och angolalärkan. Samma studier visar att släktet Mirafra kan delas upp i fyra klader som är förhållandevis gamla, äldre än flera andra släkten i familjen. Författarna rekommenderar därför att Mirafra delas upp i flera släkten, där halsbandslärka, kanellärka och angolalärka lyfts ut till Amirafra. Denna linje följs här.

## Levnadssätt
Halsbandslärka är stannfågel i torr törnsavann på röda jordar. Födan består av fjärilslarver, gräshoppor och andra insekter, även frön. Den födosöker på marken och springer hellre undan än tar till flykten.

## Status
Arten har ett stort utbredningsområde och beståndet anses stabilt. Internationella naturvårdsunionen IUCN listar den därför som livskraftig (LC).